# أوتو فيرتانن
أوتو فيرتانن (بالفنلندية: Otto Virtanen) هو لاعب كرة مضرب فنلندي، ولد في 21 يونيو 2001 في هوفينكا في فنلندا.

## وصلات خارجية
- أوتو فيرتانن على موقع رابطة محترفي التنس (الإنجليزية)
- أوتو فيرتانن على موقع الاتحاد الدولي لكرة المضرب (الإنجليزية)
- أوتو فيرتانن على موقع كأس ديفيز (الإنجليزية)
- أوتو فيرتانن على موقع خلاصة التنس.كوم (الإنجليزية)
- أوتو فيرتانن على موقع إي إس بي إن.كوم (الإنجليزية)